# Степанова, Инна Яковлевна
И́нна Я́ковлевна Степа́нова (род. 17 апреля 1990 года, Улан-Удэ, Бурятия, РФ) — российская спортсменка, стрелок из лука. Серебряный призёр XXXI летних Олимпийских игр в командных соревнованиях (2016), участница XXX летних Олимпийских игр (2012). Чемпионка мира в командных соревнованиях (2015). Чемпионка Европы, серебряный и бронзовый призер чемпионата Европы в личных, командных соревнованиях и смешанных команднах (микст) (2010, 2018). Чемпионка Европы в помещении, трехкратный бронзовый призер чемпионата Европы в помещении в личных и командных соревнованиях (2011, 2019, 2022). Трехкратный победитель, пятикратный серебряный и четырехкратный бронзовый призер этапов кубка мира в личных и командных соревнованиях (2009, 2010, 2011, 2012, 2013, 2014, 2016, 2019, 2021). Двукратный бронзовый призер Всемирной летней универсиады в командных соревнованиях и смешанных командах (микст) (2015). Бронзовый призер чемпионата мира среди студентов в личных соревнованиях (2008). Трехкратный бронзовый призер первенства мира в личных и командных соревнованиях (2006, 2008).     
Пятикратная чемпионка России (2010, 2014, 2015 - дважды, 2016), шестикратный серебряный (2014, 2019, 2021, 2022, 2024, 2025) и трехкратный бронзовый (2018, 2019, 2020) призер чемпионата России в личных соревнованиях. Пятикратная чемпионка России (2009, 2011, 2012, 2013, 2024), двукратный бронзовый призер (2016, 2018) чемпионата России в командных соревнованиях. Двукратная чемпионка России (2019, 2021), серебряный (2015) и двукратный бронзовый (2016, 2018) призер чемпионата России в смешанных командах (микст). Двукратная чемпионка России в помещении (2020, 2023), трехкратный серебряный призер чемпионата России в помещении (2014, 2017, 2019) в личных соревнованиях. Шестикратная чемпионка России в помещении (2013, 2014, 2015, 2016, 2020, 2021), двукратный серебряный (2012, 2025) и бронзовый (2010) призер чемпионата России в помещении в командных соревнованиях (по данным от 2008 года).    
Мастер спорта России (2005), Мастер спорта России международного класса (2007), Заслуженный мастер спорта России (2015). Обладатель медали ордена «За заслуги перед Отечеством» I степени (2016).

## Спортивная карьера

### Начало
На этапах Кубка мира по стрельбе из лука неоднократно занимала призовые места как в командном, так и в  личном первенстве.
В 2010 году в итальянском Роверето вместе с Ксенией Перовой и Натальей Эрдыниевой выиграла чемпионат Европы в командном первенстве, победив в финале сборную Испании (202:195). В индивидуальном первенстве выиграла серебряную медаль, а в миксте заняла 5-е место.
В 2011 году в Бангкоке на Гран-при Азии победила в личном первенстве и в миксте, а в командном первенстве заняла 3-е место. В том же году на Гран-при Европы и Средиземного моря (Анталья) победила в командном первенстве, в миксте вместе с Баиром Бадёновым стала второй в миксте и третьей в личном первенстве.
В 2012 году на Гран-при Европы победила в составе команды, а в личном первенстве заняла 3-е место.

### Олимпийские игры 2012 года
В личном первенстве в квалификационном раунде набрала 653 очка и заняла 17-е место. В финальном раунде на первом этапе встречалась и победила филиппинку Рэйчел Энн Кабраль со счётом 7:1. На втором этапе уступила японской спортсменке Рэн Хаякава (3:7) и выбыла из дальнейшей борьбы. В итоговой таблице в личном зачёте заняла 17-е место.

По сравнению с первым матчем я нервничала гораздо больше. В первом круге я была расслабленной, потому что моя соперница из Филиппин была не слишком сильна. Что касается поражения, то с технической точки зрения я делала все правильно, но в итоге сказались излишняя нервозность. Теперь буду работать над этим компонентом до следующей ОлимпиадыИнна Степанова
В командном первенстве в составе команды вместе с Ксенией Перовой и Кристиной Тимофеевой в ⅛ финала победила со счётом 215:208 сборную Великобритании. В четвертьфинале встречались со сборной Тайваня и победили в дополнительной перестрелке 216(28):216(26). В полуфинальной встрече уступили сборной КНР (207:208). В матче за третье место с разницей в 2 очка уступили сборной Японии (207:209).

### Дальнейшая спортивная карьера
В июле 2013 года победила на этапе Кубка Мира в Медельине (Колумбия). В октябре 2013 года побила рекорд России на дистанции 70 метров в г. Таганроге. На Летней Универсиаде 2015 года завоевала две бронзы: в миксте и в команде. На чемпионате мира 2015 года завоевала командное золото. Приказом министра спорта от 15 декабря 2015 г. № 180-нг присвоено почётное звание «заслуженный мастер спорта России».
В составе женской сборной России заняла второе место в командных соревнованиях на этапе Кубка мира по стрельбе из классического лука, который проходил в турецком городе Анталье.
В 2016 году стала серебряным призёром Олимпийских игр в Рио-де-Жанейро в командном первенстве вместе с Ксенией Перовой и Туяной Дашидоржиевой.
19 августа 2021 года на чемпионате России, который проходил в г. Улан-Удэ, Инна Степанова завоевала серебряную медаль в индивидуальном зачете, в финале уступив Светлане Гомбоевой.

## Образование
Студентка Бурятского государственного университета, факультет физической культуры.

## Личная жизнь
Замужем за Тимуром Баторовым — мастером спорта по вольной борьбе.

## Награды и звания
- Почётный гражданин Улан-Удэ — за вклад в пропаганду и развитие спорта Бурятии и Улан-Удэ (23 августа 2016 года).
- Медаль ордена «За заслуги перед Отечеством» I степени (25 августа 2016 года) — за высокие спортивные достижения на Играх XXXI Олимпиады 2016 года в городе Рио-де-Жанейро (Бразилия), проявленные волю к победе и целеустремленность[10].